# Eldad Regev
Eldad Regev (hebreo: אלדד רגב, 16 de agosto de 1980 - circa 15 de julio de 2006) fue un soldado perteneciente a las Fuerzas de Defensa Israelíes nacido en in Qiryat Motzkin y capturado por Hezbolá junto con Ehud Goldwasser el 12 de julio de 2006. Este hecho desencadenó la guerra del Líbano de 2006. Su rango era Sargento Mayor.
El 15 de julio de 2008, ataúdes con los restos de Ehud Goldwasser y Regev fueron devueltos a Israel como parte de un intercambio de prisioneros. Un examen de los cuerpos determinó que los dos reservistas murieron durante la emboscada. [2]

## Los acontecimientos
Según las Naciones Unidas, la batalla comenzó aproximadamente a las 9 a. m., cuando Hezbolá lanzó cohetes contra posiciones militares israelíes a lo largo de la frontera libanesa, al parecer, como diversión. Un grupo guerrillero atacó desprevenidamente a las FDI que entonces patrullaban la frontera cerca de la aldea israelí de Zar'it con cohetes antitanques, y capturaron a los dos soldados. 
Un tanque Merkava israelí, Mk. II, fue dañado por un dispositivo explosivo de 200 kilogramos, mientras procuraba dar búsqueda y rescate de los soldados capturados, matando a sus cuatro ocupantes.

## Intercambio de prisioneros
El 16 de julio de 2008, después de negociaciones con Hezbolá, se hizo un intercambio de prisioneros, en el cual fueron entregados los cadáveres de Ehud Goldwasser y Eldad Regev a Israel.
Israel entregó a cambio a Samir Kuntar y a otros cuatro miembros de Hezbolá capturados por Israel durante la Guerra del Líbano de 2006, así como los restos de 199 libaneses y palestinos.
El intercambio tuvo lugar en el lado libanés de la frontera en Rosh Hanikra.